# Nikolaï Potekhine
Pour les articles homonymes, voir Potekhine.
Nikolaï Antipovitch Potekhine (Николай Антипович Потехин), né le 28 novembre/10 décembre 1834 à Kinechma dans le gouvernement de Kostroma et mort le 7/19 juillet 1896 dans sa propriété près de Serebrianka (gouvernement de Saint-Pétersbourg), est un dramaturge et critique de théâtre russe.

## Biographie
Nikolaï Potekhine naît dans une famille (qui comptera onze enfants) de la petite noblesse dont le père Antipe Makarovitch (né en 1782) est trésorier du tribunal d'instance local. Son frère Alexeï (1829-1908) devient romancier et dramaturge et son frère Pavel (1839-1916), avocat. Il termine le Premier lycée classique de Kostroma en 1851 et en 1858 la faculté de Droit de l'Université impériale de Moscou.
Il sert d'abord en tant que fonctionnaire dans l'administration fiscale à Saint-Pétersbourg, puis au bureau des boissons et accises de Poltava. Il demande sa retraite de l'administration en avril 1862. Il est arrêté en août 1862 à Poltava pour ses relations avec les « propagandistes de Londres », dans le but d'obtenir des informations sur ses liens avec Bakounine et son voyage auprès de Garibaldi. Il est enfermé le 28 août suivant à la forteresse Pierre-et-Paul en attendant son jugement devant le Sénat. Potekhine est libéré sous caution le 6 mars 1863 et exempté de procès le 10 décembre 1864.
Il commence à écrire dans la revue Rousskoïe slovo faisant paraître son récit Le Médiocre («Бесталанный») en 1859 et son essai Le Samedi des parents («Родительская суббота») en 1863; ensuite il collabore de façon permanente au journal Iskra. Il y publie « À la foire de Nijni Novgorod», « Le Début du choix », « Les Philanthropes », « L'Amour printanier », « Les Chiffres de la rançon », récits publiés en 1864 dans un livre intitulé Nos voyous («Наши безобразники»).
Après avoir publié dans les Annales de la Patrie quelques drames et comédies, Potekhine s'essaye comme acteur et scénariste (Kharkov, Théâtre Dioukov, Vilno). Dans les années 1870, il atteint la notoriété par les comédies Malgré le jour («Злоба дня»), la Boutonnière morte («Мёртвая петля»), Le Héros du siècle («Богатырь века»), Mendiants en esprit («Нищие духом»), toutes parues dans la revue Delo, et dans lesquelles, sous des pseudonymes transparents, de nombreuses personnes vivantes sont décrites.
En 1873, Potekhine livre à Delo une nouvelle intitulée Queue allemande («Немецкий хвост»). Pendant la Guerre russo-turque de 1877-1878, il écrit une correspondance du théâtre de la guerre. Il est critique de théâtre pour le journal Le Feuillet de Saint-Pétersbourg (1864-1865) sous le pseudonyme du « spectateur du dernier rang » et pour le journal Les Nouvelles de Saint-Pétersbourg (1877-1880) sous le pseudonyme de « fermement bouche à oreille ». Il conçoit un cycle de biographies d'acteurs et publie une monographie sur les actrices Vladimirova et Leonidova.
Il meurt le 7(19) juillet 1896 après une longue maladie dans sa propriété près de Serebrianka près de Saint-Pétersbourg. Il est enterré au cimetière de Novodievitchi (Saint-Pétersbourg).

## Œuvres
Prose
- «Бесталанный», «повесть из простонародного быта» (paru dans Rousskoïe slovo, 1859, livre 2)
- «Родительская суббота» (Rousskoïe slovo, 1863, livre 5)
- «Наши безобразники» (Saint-Pétersbourg, 1864)
- «Уездное дитя» (in Epokha, 1865, livre 1)
- «Немецкий хвост» (in Delo, 1873, livre 12),

Théâtre
- «Дока на доку нашёл, или Кто лучше», comédie, traduction de la pièce d'Émile Augier Le Gendre de Monsieur Poirier (in Annales de la Patrie, 1860, livre 12)
- «Быль молодцу не укор», mélodrame (Annales de la Patrie, 1861, livre 7)
- «Дядя Мартын носильщик», drame, traduction de la pièce française Les Crochets du père Martin (1861)
- «Доля — горе», drame (Annales de la Patrie, 1863, livre 6)
- «Врач-специалист», comédie (in Epokha, 1865, livre 2)
- «Злоба дня», drame (in Delo, 1875, livre 1)
- «Мёртвая петля», drame (in Delo, 1876, livre 1)
- «Богатырь века», comédie (1876)
- «Нищие духом», drame (in Ogoniok, 1879, no 47-50)

## Source de la traduction
- (ru) Cet article est partiellement ou en totalité issu de l’article de Wikipédia en russe intitulé « Потехин, Николай Антипович » (voir la liste des auteurs).